# Velika Gorica
Velika Gorica ([ʋêlikaː ɡǒritsa]) es una ciudad de Croacia en el condado de Zagreb.

## Geografía
Se encuentra a una altitud de 108 m s. n. m. a 18.10 km de la capital nacional, Zagreb.

## Demografía
Según estimación 2013 contaba con una población de 63 987 habitantes.
En el censo 2011, el total de población del municipio fue de 63 511 habitantes, distribuidos en las siguientes localidades:
- Bapča, población 130
- Bukovčak, población 66
- Buševec, población 889
- Cerovski Vrh, población 89
- Cvetković Brdo, población 32
- Črnkovec, población 413
- Donja Lomnica, población 1 716
- Donje Podotočje, población 377
- Drenje Šćitarjevsko, población 202
- Dubranec, población 350
- Gornja Lomnica, población 582
- Gornje Podotočje, población 492
- Gradići, población 1 808
- Gudci, población 373
- Gustelnica, población 118
- Jagodno, población 516
- Jerebić, población 41
- Ključić Brdo, población 213
- Kobilić, población 520
- Kozjača, población 343
- Kuče, población 1,460
- Lazi Turopoljski, población 58
- Lazina Čička, población 552
- Lekneno, población 379
- Lukavec, población 1,136
- Mala Buna, población 258
- Mala Kosnica, población 49
- Markuševec Turopoljski, población 321
- Mičevec, población 1 281
- Mraclin, población 1 068
- Novaki Šćitarjevski, población 165
- Novo Čiče, población 1 262
- Obrezina, población 577
- Ogulinec, población 296
- Okuje, población 467
- Petina, población 211
- Petravec, población 74
- Petrovina Turopoljska, población 702
- Poljana Čička, población 688
- Prvonožina, población 42
- Rakitovec, población 573
- Ribnica, población 794
- Sasi, población 164
- Selnica Šćitarjevska, población 537
- Sop Bukevski, población 86
- Staro Čiče, población 783
- Strmec Bukevski, población 368
- Šćitarjevo, población 440
- Šiljakovina, población 668
- Trnje, población 52
- Turopolje, población 951
- Velika Buna, población 847
- Velika Gorica, población 31,341
- Velika Kosnica, población 799
- Velika Mlaka, población 3,326
- Vukomerić, población 162
- Vukovina, población 945
- Zablatje Posavsko, población 60

| Gráfica de evolución demográfica de Velika Gorica entre 1857 y 2011 |
|                                                                     |
| Fuente Of.Est.Croacia - elaboración gráfica de Wikipedia            |